# Travis Mayweather
Chorąży Travis Mayweather – fikcyjna postać, jeden z głównych bohaterów serialu Star Trek: Enterprise. Gra go Anthony Montgomery.